# Alpesisí
Az alpesisízés téli sportág, amely a lesikló, a műlesikló, az óriás-műlesikló és a szuperóriás-műlesikló versenyeket foglalja magába. A sportág „többszámos” versenyzői számára ún. kombinációs vagy szuperkombinációs versenyeket is rendeznek.

## Története
A sízés eredete a régmúltba nyúlik vissza, de a történelmi sízés jobbára a mai északisí technikájára emlékeztet. Az alpesisízés technikáját először egy Mathias Zdarsky nevű lilienfeldi (Ausztria) földbirtokos ismertette Alpine oder Lilienfelder Skitechnik című, 1896-ban megjelent művében. Ö találta fel a síkötést is, ami mára természetesen nagyot változott, elöl-hátul merev tartást ad. Az első lesikló versenyt is ő rendezte meg Lilienfeldben, 1905-ben, míg az első műlesikló versenyt 1921-ben rendezték a svájci Mürrendben, az ott élő angol Arnold Lund szervezésében. A modern alpesisí technikát az osztrák H. Schneider alakította ki az 1920-as években, és Lunn-nal szövetkezve 1928-tól megrendezte az ún. Arlberg–Kandahár versenysorozatot. A versenysport ezután sokáig ebből e két szakágból (lesiklás, műlesiklás) állt, mígnem 1935-ben bevezették a két szakág közé pozicionált óriás-műlesiklást. Az első ilyen versenyt a Marmoladán tartották meg. 1982-ben újabb szakággal bővült az alpesisízés, a szuperóriás-műlesiklással, amely a pálya kialakítását tekintve a lesiklás és az óriás-műlesiklás között helyezkedik el.
Az első alpesisí világbajnokságot Mürrenben tartották 1931-ben, műlesiklásban, lesiklásban és kombinációban (lesiklás és két műlesiklás). A sportág 1936-ban, Garmisch-Partenkirchenben szerepelt először a téli olimpiák műsorán, de csak kombinációs versenyeket rendeztek. Az addig önálló Garmischt és Partenkirchent ebből az alkalomból egyesítették Hitler parancsára. Az ezután megrendezett játékokon az alpesisí minden esetben az egyik legnépszerűbb versenyág volt. Alpesi világkupákat 1966/67-től rendeznek.
Magyarországon 1892-ben Chernel István ornitológus Kőszegen, Bély Mihály és Demény Károly tornászok a mai Kis Svábhegyen síelt először. Az első síklub (Magyar Sí Klub) 1908-ban jött létre, amely tulajdonképpen szövetségi feladatokat is ellátott. A Magyar Sí Szövetség 1913. július 15-én alakult meg, amely – a sísport átmeneti visszaesését követően – 1941-től rendezett alpesisí-bajnokságokat. A sportág nemzetközi szövetsége 1924-ben jött létre, Nemzetközi Síszövetség, azaz Fédération Internationale de Ski (FIS) néven. Az alapító országok között volt Magyarország is.

## Az alpesisí szakágai

### Lesiklás
A lesiklás az alpesisí leggyorsabb versenye, ahol az elérhető sebességet – nem ritkán akár 150 km/órát – a lejtő jellege adja. A lesiklópálya 2000–4000 méter hosszú, szintkülönbsége a férfi versenyeken 500–1000 méter (1,5–2 perc körüli lesikló idővel), nőknél 500–800 méter (1:40 körüli lesikló idővel), maximális szélessége 30 méter. A pályát kapuk jelölik ki, ezek között haladva kell teljesíteni a pályát. A pályán egyenes és íves, nem ritkán erősebb kanyarok követik egymást. A versenyzők az egyenes szakaszokban veszik fel az ún. „tojástartást”, amikor összehúzódva siklanak a legkisebb ellenállás érdekében. Minden pályán található ugrató, amelyet akkor old meg jól a versenyző, ha minél kevesebb időt tölt a levegőben, a havon siklás ugyanis mindig gyorsabb. A lesiklóléc a leghosszabb sí, a férfiaknál 215 centiméter, a nőknél 210 centiméter hosszúságú. A síbot ívelt kialakítású, és gyorsításra egyáltalán nem használják a versenyzők. Kötelező felszerelés a gerincvédő, a bukósisak és a védőszemüveg. A pályák veszélyes szakaszait kétszeres, néhol háromszoros műanyag védőhálóval övezik, hogy az esetleg nagy sebességgel kicsúszó sportolókat lehetőleg balesetmentesen megfoghassák.
A leghíresebb lesiklópályák: Bormio (Piste Stelvio), Garmisch-Partenkirchen (Kandahar), Gröden (Saslong), Kitzbühel (Streif), Val-d’Isère (Piste Oreiller Killy) és Wengen (Lauberhorn).

### Műlesiklás

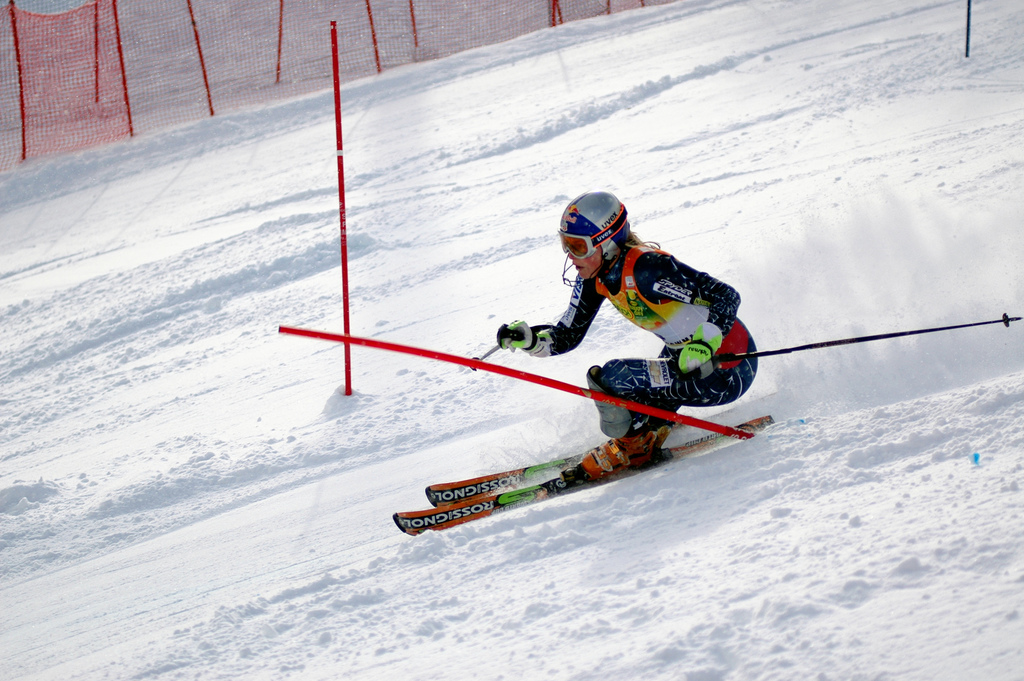
Lindsey Vonn műlesiklás közben

A műlesiklás vagy szlalom – a lesiklással szemben – az alpesisízés leglassabb, viszont legtechnikásabb száma. A pálya átlagos meredeksége 20–35 fok, maximum 45 fok, az elérhető sebesség 40–50 km/óra körüli. A műlesikló pálya szintkülönbsége férfiaknál 180–220, a nőknél 140–200 méter körül van, míg a hosszuk a férfiaknál 150–700 méter, a nőknél 150–500 méter. A pályán kapukat helyeznek el, amelyek váltakozva piros és kék színűek, zászló (ma már) nincs a karókon. A piros kapukat jobbról, a kékeket balról kell venni, a vertikális kapukat bármelyik irányból lehet teljesíteni. Ezeket a pályára merőleges kapukat (9 m hosszúságban, 2 m szélességben) a versenyzők látványos menetben „sorozzák” le. A kapuk szélessége 3,2 méter, az egymástól való legkisebb távolságuk 0,75 méter. Elhelyezésük rendkívül változatos lehet, a lejtőre merőlegesen és azzal egy irányban, valamint köztes szögekben is elhelyezhetik a pályatűzők (a pályatűző általában egy-egy elismert síszakember, edző). A műlesikló versenyek eredményét általában két, egymástól különböző tűzésű pályán elért időeredmény összege adja. A versenyzők a kapukkal való erőteljes ütközések miatt térdvédőt, speciális kesztyűt, arcot is védő sisakot viselnek. Ma már a sportolók kizárólag ún. „carving” léccel síelnek, amelynek ívelt oldala, éle lehetővé teszi a fordulók kisebb sugárral való megtételét, aminek következtében a sebesség jelentősen megnövekedett.

### Óriás-műlesiklás
Az óriás-műlesiklást (ismert angol neve Giant Slalom) a lesiklás és a műlesiklás sajátosságainak figyelembevételével alakították ki: a pálya hossza, meredeksége és a kapuk száma is a kettő között van. A pálya hossza 1200–1800 méter, szintkülönbsége a férfi versenyeken 300–500 méter (60–70 kapuval), a nőknél 250–400 méter (40–50 kapuval). A versenyzők sebessége nagyobb, mint a műlesiklóké, mert a kapuk távolabb vannak egymástól, így kevesebb fékezésre van szükség. A kapuk váltakozva piros és kék színűek, de minden kapu két rúdpárból áll, amelyeket piros, illetve kék szalagokkal kötik össze. A kapukat a versenyzők a vállukkal támadják, ellentétben a műlesiklással, ahol kézzel, illetve lábszárral, térddel tolják el. A használatos sílécek keményebbek és hosszabbak, a férfiaknál minimum 185 centiméter, a nőknél 180 centiméter, és ezek is „carving”-típusúak. A műlesikláshoz hasonlóan az óriás-műlesikló versenyek végeredményét is két, különbözőképpen tűzött pálya eredménye alapján állapítják meg.
Az első óriás-műlesikló versenyt már 1935-ben megrendezték, de világversenyen először az 1950-es aspeni világbajnokságon szerepelt, első világbajnoka Zeno Colo olasz síző, illetve Dagmar Rom osztrák versenyzőnő volt. Első olimpiai bajnokai Stein Eriksen norvég és Andrea Mead-Lawrence amerikai sportolók voltak az 1952-es, oslói téli olimpián.

### Szuperóriás-műlesiklás
A szuperóriás-műlesiklást (Super-G – Super Giant Slalom) az 1980-as évek elején vezették be a világversenyekre. Bevezetésének fő támogatója az osztrák szövetség volt. Az ágazatot a lesiklás és az óriás-műlesiklás közé helyezték el. Ennek megfelelően a kapuk száma férfiaknál legfeljebb 35, a nőknél legfeljebb 30, minimális távolságuk 25 méter. A Super-G erősen hasonlít a lesiklásra, technikája is sok tekintetben hasonló (itt is megfigyelhető a „tojástartás”). Bár több a kanyar és valamivel rövidebb a pálya, de mert a kapuk eléggé távol vannak egymástól, a versenyzők nagy sebességet képesek elérni (88–96 km/h). A síléc minimális hossza férfiaknál 205 cm, nőknél 200 cm.
A Szuper-G versenyt az 1982-es világkupa-sorozat Val-d'Isère-i versenyén rendezték meg először; ekkor a svájci Peter Müller győzött. A világbajnokságon 1987-ben (Pirmin Zurbriggen és Maria Walliser győztek), az olimpián 1988-ban szerepelt először (a francia Franck Piccard és az osztrák Sigrid Wolf volt az első bajnok).

### Kombináció

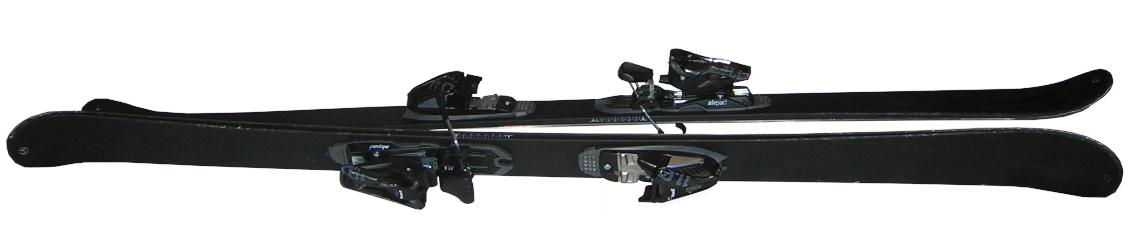
Egy pár síléc

A kombináció vagy alpesi összetett versenyszám műlesiklásból és lesiklásból áll, és az első ilyen versenyt 1928-ban rendezték Garmisch-Partenkirchenben. Az első téli olimpián csak kombinációs versenyt rendezték meg, lesiklást és műlesiklást nem. A klasszikus kombináció eredményét két műlesiklás és egy lesiklás összesített időeredménye adja. Ez a rendezési elv azonban nagyobb előnyhöz juttatta a jó műlesiklókat, ezért 1994-ben bevezették a szuperkombinációt, amelyben mindkét szakág csak egyszer szerepel. A lesiklást néha szuperóriás-műlesiklással helyettesítik.

### Világkupa pontrendszer
Az alpesisí világkupában 1993 óta a következő pontozási rendszert alkalmazzák:
1. hely 100 pont, 2. hely 80 pont, 3. hely 60 pont, 4. hely 50 pont, 5. hely 45 pont, 6. hely 40 pont, 7. hely 36 pont, 8. hely 32 pont, 9. hely 29 pont, 10. hely 26 pont, 11. hely 24 pont, 12. hely 22 pont, 13. hely 20 pont, 14. hely 18 pont, 15. hely 16 pont, a továbbiakban 1–1 ponttal kevesebbet adnak a 30. helyig.

## Szabadidős alpesisízés
Az alpesisízés szabadidős sportként, amatőrök között is nagy népszerűségre tett szert, az amatőrök számára kialakított sípályákat turisták tömege keresi fel. A pályák nehézségi fokát a sítudásnak megfelelően állapítják meg, és színkódokkal jelölik. Általában a kék a könnyű, a piros közepes, a fekete pedig haladó szintű sízők pályáit jelölik. Néhány országban eltérő jelölések is vannak, például Ausztriában az extranehéz pályákat narancsszínnel jelölik.[forrás?]

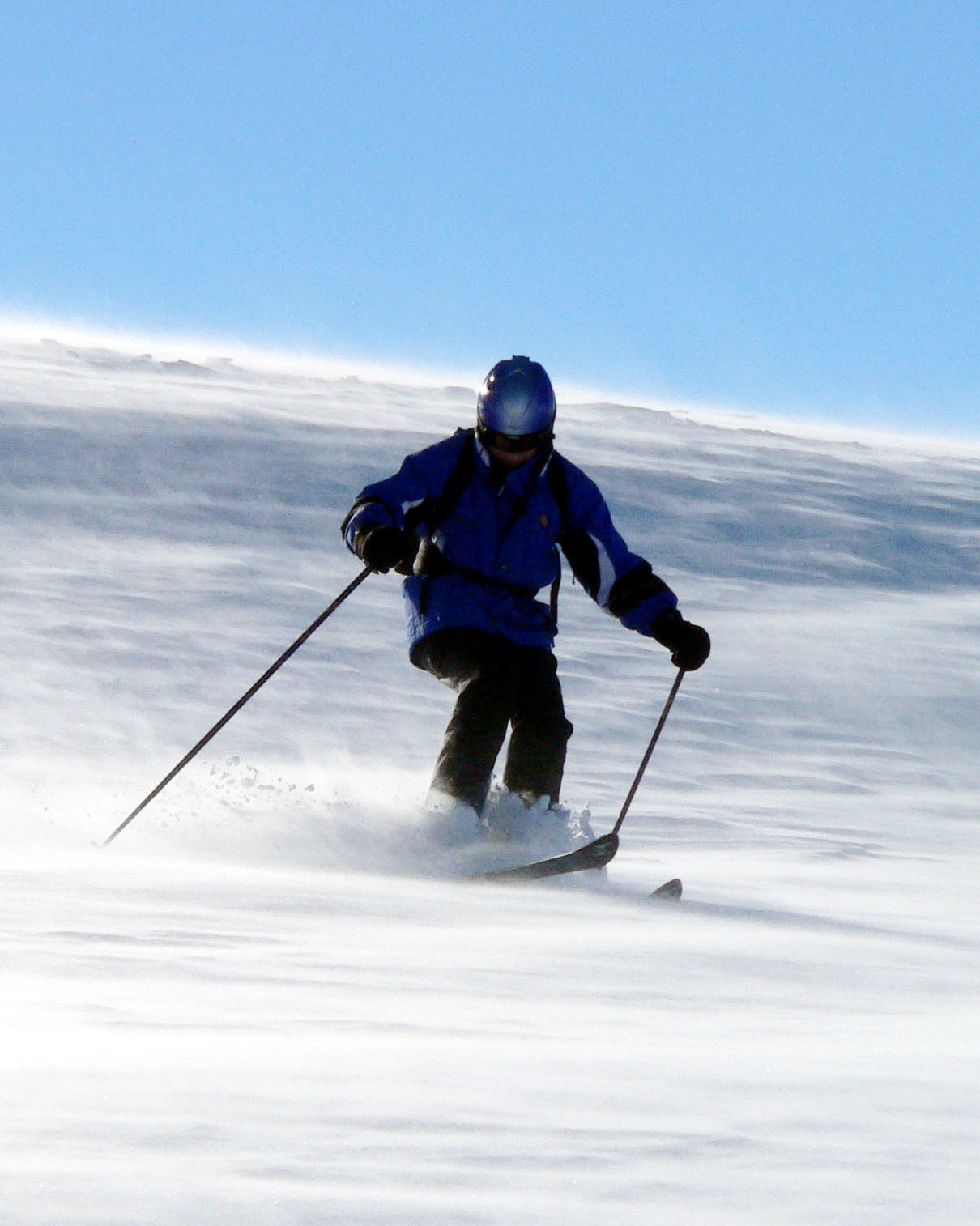
Szabadidős síző
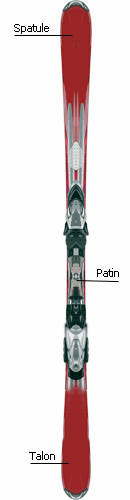
Síléc
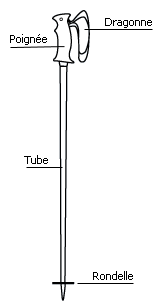
Síbot
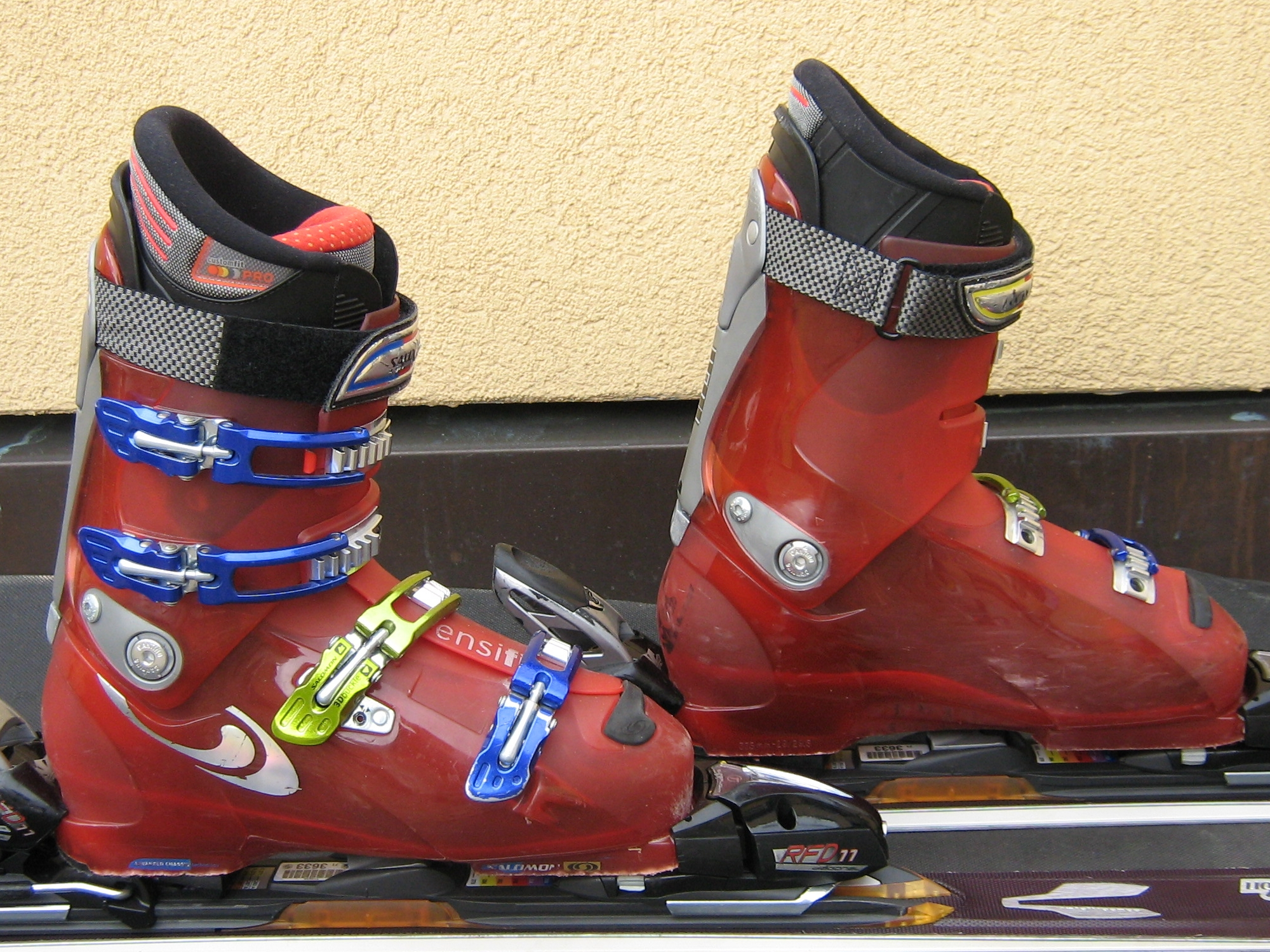
Sícipő
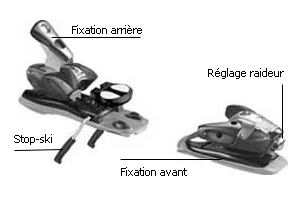
Síkötés